# Pervaja Gruppa 1945
L'edizione 1945 della Pervaja Gruppa fu l'8ª del massimo campionato sovietico di calcio, la prima nel dopo guerra e con denominazione rinnovata.
Il torneo fu vinto dalla Dinamo Mosca, giunta al suo quarto titolo.
Capocannoniere fu Vsevolod Bobrov (CDKA Mosca), con 24 reti.

## Formula
Per la prima volta il campionato assunse questa denominazione che in russo significa "Primo Gruppo".
I club partecipanti diminuirono da quindici a dodici, con lo scioglimento in tre club delle due fusioni temporanee (denominate ProfSoyuzy) presenti eccezionalmente nella precedente edizione (che, per altro, non fu portata a termine) e la mancata iscrizione alla massima serie Spartak Charkiv, Spartak Odessa, Stachanovec Stalino e Spartak Leningrado. Le squadre si incontrarono tra di loro in gare di andata e ritorno, per un totale di 22 giornate. Il sistema prevedeva due punti per la vittoria, uno per il pareggio e zero per la sconfitta.
Era prevista un'unica retrocessione in seconda divisione al termine della stagione.

## Squadre partecipanti
| Squadra               | Repubblica     | Città       | Stagione precedente                                       |
| --------------------- | -------------- | ----------- | --------------------------------------------------------- |
| CDKA Mosca            | RSFS Russa     | Mosca       | 6° in Gruppa A                                            |
| Dinamo Kiev           | RSS Ucraina    | Kiev        | 10° in Gruppa A                                           |
| Dinamo Leningrado     | RSFS Russa     | Leningrado  | 3° in Gruppa A                                            |
| Dinamo Mosca          | RSFS Russa     | Mosca       | 1° in Gruppa A                                            |
| Dinamo Tbilisi        | RSS Georgiana  | Tbilisi     | 2° in Gruppa A                                            |
| Dinamo Minsk          | RSS Bielorussa | Minsk       | 13° in Gruppa A                                           |
| Kryl'ja Sovetov Mosca | RSFS Russa     | Mosca       | In Gruppa A facente parte di ProfSoyuzy-1 e ProfSoyuzy-2. |
| Lokomotiv Mosca       | RSFS Russa     | Mosca       | In Gruppa A facente parte di ProfSoyuzy-1 e ProfSoyuzy-2. |
| Spartak Mosca         | RSFS Russa     | Mosca       | 7° in Gruppa A                                            |
| Torpedo Mosca         | RSFS Russa     | Mosca       | In Gruppa A facente parte di ProfSoyuzy-1 e ProfSoyuzy-2. |
| Traktor Stalingrado   | RSFS Russa     | Stalingrado | 4° in Gruppa A                                            |
| Zenit Leningrado      | RSFS Russa     | Leningrado  | 11° in Gruppa A                                           |

## Classifica finale
|                             | Pos. | Squadra               | Pt | G  | V  | N | P  | GF | GS | DR  |
| --------------------------- | ---- | --------------------- | -- | -- | -- | - | -- | -- | -- | --- |
| Unione Sovietica (bandiera) | 1.   | Dinamo Mosca          | 34 | 22 | 19 | 2 | 1  | 73 | 13 | +60 |
|                             | 2.   | CDKA Mosca            | 29 | 22 | 18 | 3 | 1  | 69 | 23 | +46 |
|                             | 3.   | Torpedo Mosca         | 27 | 22 | 12 | 3 | 7  | 41 | 21 | +20 |
|                             | 4.   | Dinamo Tbilisi        | 26 | 22 | 9  | 8 | 5  | 37 | 22 | +15 |
|                             | 5.   | Dinamo Leningrado     | 25 | 22 | 11 | 3 | 8  | 42 | 29 | +13 |
|                             | 6.   | Zenit Leningrado      | 23 | 22 | 8  | 7 | 7  | 35 | 31 | +4  |
|                             | 7.   | Traktor Stalingrado   | 21 | 22 | 9  | 3 | 10 | 23 | 38 | -15 |
|                             | 8.   | Kryl'ja Sovetov Mosca | 18 | 22 | 6  | 6 | 10 | 23 | 48 | -25 |
|                             | 9.   | Dinamo Minsk          | 17 | 22 | 5  | 7 | 10 | 20 | 39 | -19 |
|                             | 10.  | Spartak Mosca         | 15 | 22 | 6  | 3 | 13 | 22 | 44 | -22 |
|                             | 11.  | Dinamo Kiev           | 8  | 22 | 1  | 6 | 15 | 13 | 50 | -37 |
|                             | 12.  | Lokomotiv Mosca       | 5  | 22 | 1  | 3 | 18 | 14 | 54 | -40 |

### Verdetti
- Dinamo Mosca Campione dell'Unione Sovietica 1945.
- Lokomotiv Mosca retrocesso in Vtoraja Gruppa 1946.

## Risultati
|                      | DMo | CDKA | ToM | DiT | DiL | ZeL | TrS | KSM  | DMn | SpM | DiK | LoM |
| Dinamo Mosca         |     | 0:2  | 2:0 | 3:0 | 2:0 | 5:0 | 4:2 | 10:0 | 3:0 | 4:0 | 4:0 | 4:0 |
| CDKA Mosca           | 1:4 |      | 2:1 | 3:1 | 2:2 | 1:0 | 3:0 | 0:0  | 2:0 | 5:1 | 3:1 | 2:1 |
| Torpedo Mosca        | 1:1 | 0:1  |     | 0:1 | 1:4 | 1:4 | 2:0 | 4:0  | 4:1 | 5:0 | 4:0 | 3:0 |
| Dinamo Tbilisi       | 1:2 | 2:4  | 1:1 |     | 2:0 | 2:0 | 0:0 | 1:2  | 5:0 | 1:0 | 0:0 | 3:0 |
| Dinamo Leningrado    | 2:3 | 2:3  | 1:3 | 1:1 |     | 3:2 | 2:0 | 4:1  | 2:1 | 0:1 | 1:1 | 3:0 |
| Zenit Leningrado     | 0:4 | 1:1  | 0:2 | 2:2 | 2:0 |     | 0:0 | 5:1  | 0:0 | 3:1 | 2:0 | 4:0 |
| Traktor Stalingrado  | 0:4 | 0:6  | 1:2 | 0:4 | 1:5 | 1:0 |     | 0:0  | 1:0 | 2:0 | 3:0 | 2:0 |
| Krylya Sovetov Mosca | 1:2 | 2:6  | 0:1 | 0:0 | 3:2 | 1:1 | 0:2 |      | 1:1 | 2:0 | 1:0 | 1:0 |
| Dinamo Minsk         | 0:3 | 2:5  | 0:0 | 0:0 | 0:4 | 1:1 | 4:1 | 3:0  |     | 0:3 | 0:0 | 2:1 |
| Spartak Mosca        | 1:1 | 2:3  | 0:4 | 1:2 | 0:1 | 1:3 | 1:3 | 2:1  | 2:2 |     | 1:0 | 1:1 |
| Dinamo Kiev          | 1:5 | 0:7  | 2:1 | 2:7 | 0:1 | 1:1 | 1:2 | 2:2  | 0:1 | 1:2 |     | 1:1 |
| Lokomotiv Mosca      | 1:3 | 1:7  | 0:1 | 1:1 | 0:2 | 3:4 | 0:2 | 2:4  | 1:2 | 0:2 | 1:0 |     |